# Verbascum charputense
Verbascum charputense är en flenörtsväxtart som beskrevs av Svante Samuel Murbeck. Verbascum charputense ingår i släktet kungsljus, och familjen flenörtsväxter. Utöver nominatformen finns också underarten V. c. adenophorum.